# Heitor Villa-Lobos
Heitor Villa-Lobos (Rio de Janeiro, 5. ožujka 1887. – Rio de Janeiro, 17. studenog 1959.), brazilski skladatelj, dirigent i glazbeni pedagog.
U svojim djelima, kojih u svom velikom glazbenom opusu ima preko 2000, miješao je brazilsku narodnu glazbu s elementima europske. Pisao je djela za gitaru, violončelo, komorne skladbe i dr.

Najpoznatija djela su mu instrumentalne suite Bachianas Brazileiras. 
Njegovih 12 etida za gitaru spadaju među najvirtuoznija djela za to glazbalo.